# Las Aldehuelas
Las Aldehuelas – gmina w Hiszpanii, w prowincji Soria, w Kastylii i León, o powierzchni 37,79 km². W 2011 roku gmina liczyła 84 mieszkańców.